# Sqala du Port
La Sqala du Port est une plate-forme d'artillerie datant du XVIIIe siècle et se situant à Essaouira, au Maroc. Elle est l'une des principales fortifications de la ville d'Essaouira, et se situe dans le port d'Essaouira.

## Histoire
La Sqala du Port a été édifiée en 1769, sous les ordres du sultan Mohammed Ben Abdellah, de la dynastie alaouite. Le Castelo Real s'y trouvait dessus, et a été détruit pour la construction du port d'Essaouira et ses remparts. Les pierres de l'ancien Castelo Real ont été utilisées pour la construction de la Sqala du Port.
Elle a participé à la défense de la ville durant le bombardement de Mogador opéré par la France, dans le cadre de la guerre franco-marocaine.
Elle est classée comme monument historique depuis le dahir du 30 août 1924.

## Architecture
De style manuélin, la Sqala du Port est constituée de deux ailes fortifiées de 200 mètres se recoupant à angle droit, reliées au Bab el-Marsa et dominées par le Borj el-Barmil. Sa fonction principale est la défense du port.

## Armement

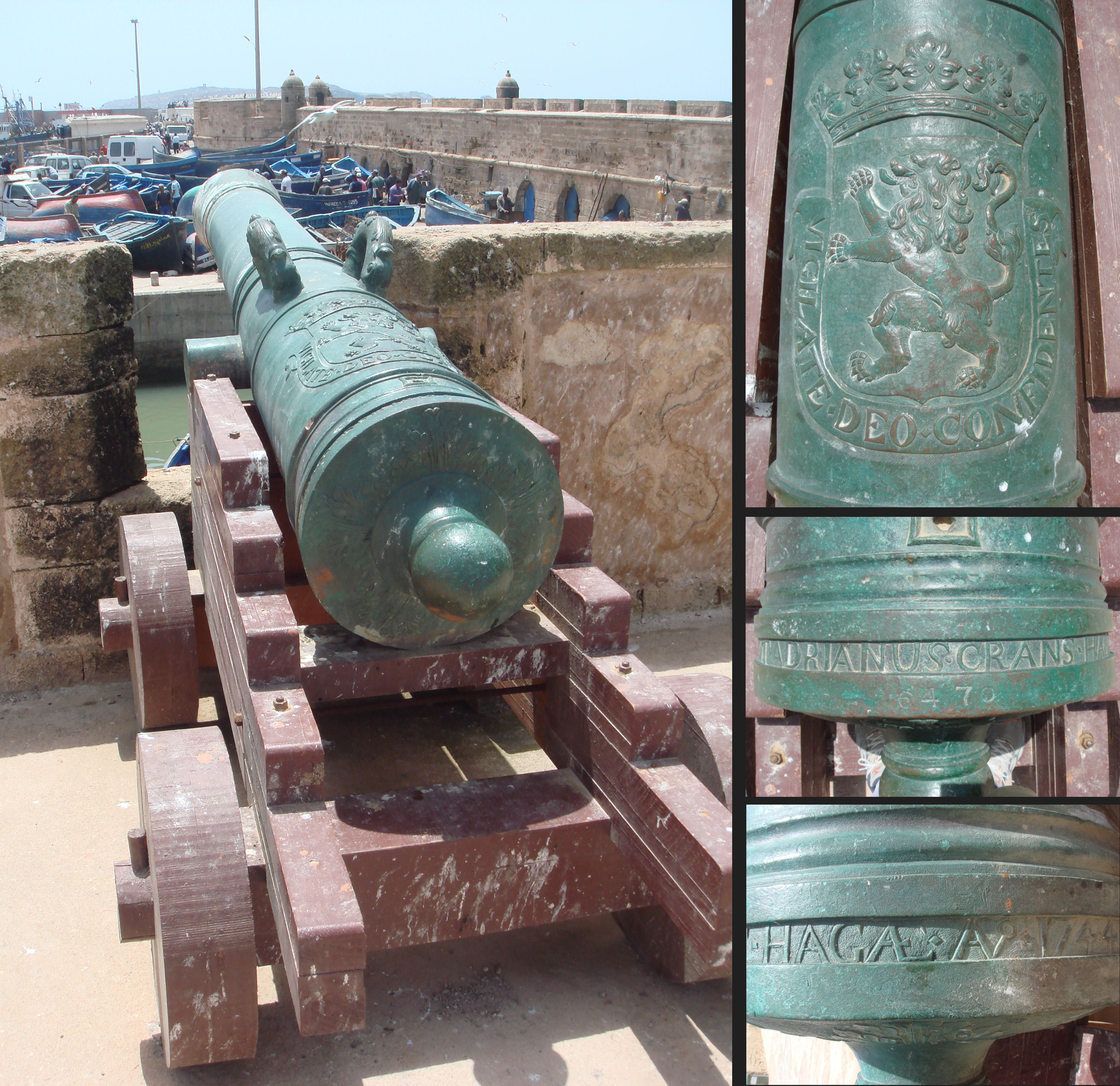
Canon hollandais datant de 1744, défendant le port d'Essaouira au sein de la Sqala du Port.

Dotée d'un ensemble de pièces d'artillerie, la Sqala du Port possède principalement des canons en bronze de fabrication espagnole, mais certaines sont également de fabrication hollandaise. Ces canons mesurent 3,25 m de long, et sont des pièces de 150 mm de calibre et 450 mm de section extérieure à la culasse, conçues pour lancer à 1 500 m environ, des boulets de 10 livres.

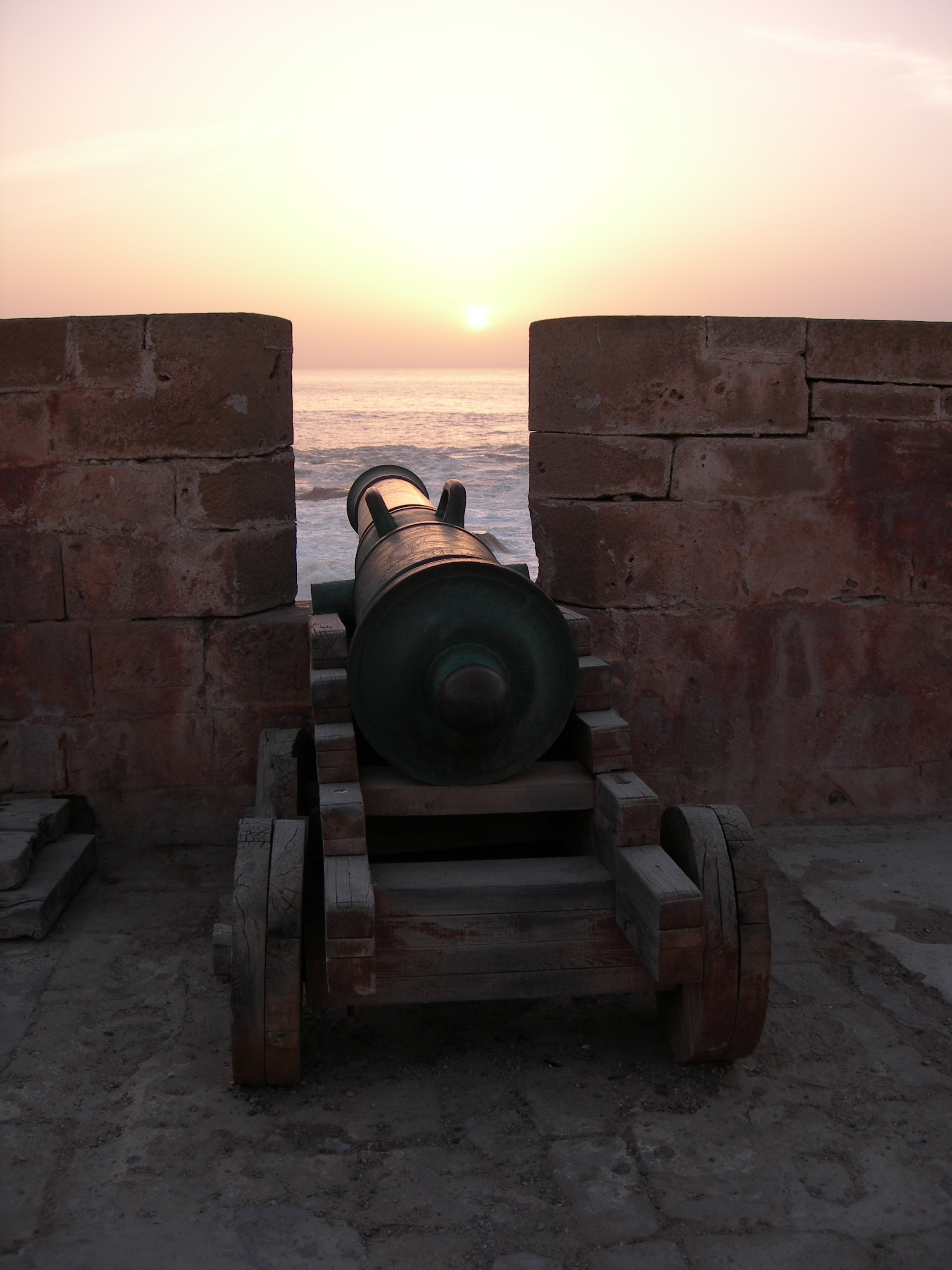
Coucher de soleil avec un des canons.